# گمینا توماشوف مازوویتسکی
گمینا توماشوف مازوویتسکی (به لهستانی:  Gmina Tomaszów Mazowiecki) یک گمینا در لهستان است که در شهرستان توماشوف مازوویتسکی واقع شده‌است. گمینا توماشوف مازوویتسکی ۱۵۱٫۳ کیلومتر مربع مساحت و ۹٬۸۲۶ نفر جمعیت دارد.